# Sfaxia inermipes
Sfaxia inermipes är en insektsart som beskrevs av De Bergevin 1917. Sfaxia inermipes ingår i släktet Sfaxia och familjen sköldstritar. Inga underarter finns listade i Catalogue of Life.